# Katarzyna Polak
Katarzyna Polak, z domu Klimaszyk (ur. 6 stycznia 1962 w Poznaniu) – polska konserwatorka zabytków w zakresie architektury i rzeźby. Pracowniczka naukowa Katedry Konserwacji i Restauracji Rzeźby-Architektury na Wydziale Sztuk Pięknych Uniwersytetu Mikołaja Kopernika (UMK) w Toruniu.

## Życiorys
W latach 1976–1980 uczyła się w VIII Liceum Ogólnokształcącym im. Adama Mickiewicza w Poznaniu.  Następnie od 1980 r. do 1985 r. studiowała konserwację zabytków na Wydziale Sztuk Pięknych Uniwersytetu Mikołaja Kopernika w Toruniu. W 1985 r. uzyskała tytuł zawodowy magistra sztuk pięknych. Od 1986 r. pracowała jako wykładowca w Zakładzie Konserwacji Elementów i Detali Architektonicznych UMK w Toruniu, następnie zaś w Katedrze Konserwacji-Restauracji Architektury i Rzeźby UMK w Toruniu. W latach osiemdziesiątych XX wieku zaangażowana w prace solidarnościowego podziemia w Toruniu. Brała udział w kolportażu prasy podziemnej w Toruniu oraz pomagała w redagowaniu i druku nielegalnych czasopism takich jak toruńska edycja „Tygodnika Wojennego” i „Chrześcijański Ruch Społeczny”.

## Prace konserwatorskie
Od roku 1987 przeprowadziła prace konserwatorskie i restauratorskie przy wielu obiektach, często przy zabytkach najwyższej klasy i pomnikach historii. Do jej najbardziej znaczących realizacji należą prace konserwatorskie i restauratorskie:
- elewacji katedry p. w. Wniebowzięcia NMP w Pelplinie i zabudowań poklasztornych zakonu cystersów[3];
- elewacji konkatedry p. w. św. Jakuba w Olsztynie[4];
- elewacji i wnętrz skarbca, kaplicy św. Jerzego, kruchty biskupiej archikatedry p.w. Wniebowzięcia Najświętszej Maryi Panny i św. Andrzeja we Fromborku[5];
- części murów obronnych wzgórza katedralnego we Fromborku;
- elewacji zachodniej i południowej oraz wielu gotyckich i renesansowych detali wystroju wnętrz ratusza we Wrocławiu[6];
- elewacji i piwnic w skrzydle północnym zamku biskupów warmińskich w Lidzbarku Warmińskim[7];
- fragmentów elewacji zamku kapituły warmińskiej w Olsztynie[8];
- elewacji i wnętrz gmachu Collegium Marianum w Pelplinie[9];
- licznych gotyckich kościołów parafialnych w Diecezji Toruńskiej i Archidiecezji Warmińskiej[10];
- ceramicznych elewacji modernistycznego domu towarowego "Renoma" we Wrocławiu[11].

## Życie prywatne
Katarzyna Polak wywodzi się z poznańskiej rodziny o tradycjach patriotycznych. Jej dziadek Alfons Sypniewski był powstańcem wielkopolskim. Mąż Katarzyny Polak – prof. Wojciech Polak jest historykiem, pracownikiem badawczym Uniwersytetu Mikołaja Kopernika w Toruniu. Syn – Jan Polak jest informatykiem, drugi syn – Jakub Polak zabytkoznawcą.

## Odznaczenia
W 2014 r. uhonorowana srebrnym Medalem za Długoletnią Służbę. W roku 2018 została odznaczona przez Prezydenta RP Andrzeja Dudę Krzyżem Wolności i Solidarności. W 2019 r. odebrała Medal Stulecia Odzyskanej Niepodległości. 13 grudnia 2022 r. odznaczona Medalem 100-lecia Odzyskania Niepodległości nadawanym przez Premiera Rządu RP. Dnia 19 lutego 2023 r., podczas Gali Nauki Polskiej w Toruniu, otrzymała Nagrodę Ministra Edukacji i Nauki za całokształt dorobku.